# Ampelisca naikaiensis
Ampelisca naikaiensis is een vlokreeftensoort uit de familie van de Ampeliscidae. De wetenschappelijke naam van de soort is voor het eerst geldig gepubliceerd in 1959 door Nagata.